# Rasau
Rasau ist eine Ortsbezeichnung in Brunei. Das Gebiet mit dem Rasau Field (Ölfeld) wurde nach einem kleinen Dorf, Kampong Rasau, benannt, welches heute nur ca. 100 Einwohner hat.

## Geographie
Rasau liegt im Distrikt Belait am Westufer des Belait River, südlich von Kampong Sungai Teraban, in der Nähe des Hauptortes Kuala Belait und gehört zum Mukim Kuala Belait. Im Westen schließt sich der malaysische Bundesstaat Sarawak an und nach Südwesten das malaysische Asam Paya Oil Field. Auf dem gegenüberliegenden Flussufer des Belait River liegen die südlichen Vororte von Kuala Belait und Kampong Sungai Duhon.

### Kampong Rasau
Das Dorf Kampong Rasau selbst liegt südlich der Rasau Bridge. Ursprünglich lebten dort nur Bauern, Fischer und Jäger.

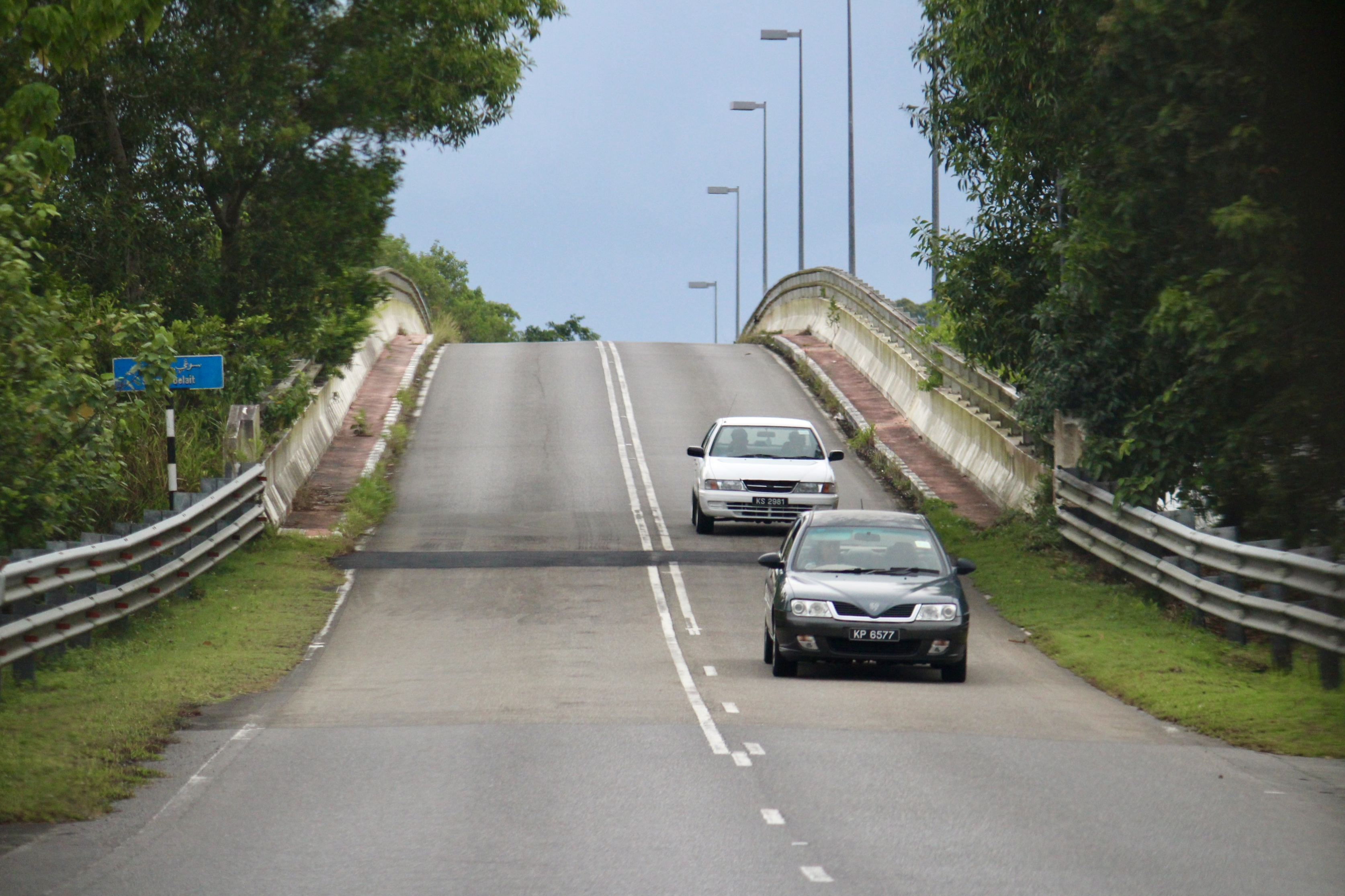
Rasau-Brücke (2022)

Heute dient der Ort als Vorstadt von Kuala Belait. Die Dorfbewohner erhalten die Erlaubnis, die Brücke ohne Brückenzoll zu überqueren, so dass sie zur Arbeit nach Kuala Belait gelangen können.
Eine Werft bei Kampong Sungai Duhon in Rasau, ist ein wichtiger Arbeitgeber für die Dorfbewohner und weit darüber hinaus.

## Geschichte
Rasau war früher eine der ersten Stationen entlang des Belait River auf dem Weg vom Meer zum Verwaltungszentrum Kuala Belait. Der Ort lag so weit im Landesinneren, um einen gewissen Schutz gegen Piraten zu gewährleisten.
Erdöllagerstätten wurden in Rasau erst 1979 entdeckt und die Förderung begann 1983. Ein Blowout an einer der Ölquellen, Rasau-17, ereignete sich im April 1989. Das Feuer brannte vom 25. April bis 8. Mai, bis es endlich gestoppt werden konnte.
Rasau gewann in der zweiten Hälfte des 20. Jahrhunderts an Bedeutung, als eine Brücke gebaut wurde, die eine Verbindung über den Belait River nach Miri in Sarawak, Malaysia, herstellte. Seitdem sind Reisende nicht mehr auf den Fährverkehr auf dem Belait River angewiesen. Die Brücke wurde allerdings erst eröffnet, nachdem eine malaysische Familie während starken Regens am Fährterminal ertrunken war.

## Öl und Gas
Rasau wird geprägt durch das Rasau Field, eines von zwei Ölfeldern im Inland von Brunei. Das Feld wird von der Brunei Shell Petroleum bewirtschaftet. Die meisten Quellen liegen in der Nähe des Highway, der die Rasau-Brücke mit Sungai Tujoh im Gebiet von Rasau verbindet. Einige Quellen liegen auch östlich des Belait River in Kampong Sungai Duhon und Kampong Pandan.
Pipelines verbinden die Förderstellen mit den Tank-Farmen in Seria via Mumong und den Raffinerien von Seria via Kuala Belait.
Auch aus Malaysias Asam Paya Field in Sarawak wird Öl und Gas über Rasau nach Brunei hereingepumpt.

## Verkehr
Der Highway von Bandar Seri Begawan zur malaysischen Grenze verläuft durch Rasau. Die Straße ist einspurig und asphaltiert. Sie verbindet auch den Seria Bypass und die Rasau Bridge mit der Straße zwischen Kampong Sungai Teraban und Sungai Tujoh.
Die Rasau-Brücke ist eine mautpflichtige Brücke.
Es gibt auch die Möglichkeit mit einem „water taxi“ (Bootsverbindung) von der Mole bei Kuala Belait Market entlang des Flusses nach Kampong Rasau und Kuala Balai zu fahren. Der nächstgelegene Flugplatz ist in Bandar Seri Begawan oder Miri.